# Wereld Universiteitskampioenschappen schaatsen
De Wereld Universiteitskampioenschappen schaatsen (World University Speed Skating Championships) zijn een sinds 2012 ongeveer tweejaarlijks gehouden wereldkampioenschap schaatsen voor studenten. Ze worden georganiseerd door de Fédération internationale du sport universitaire (FISU). Het toernooi is een onderdeel van allerlei losse universiteitswedstrijden, die samen de Wereld Universiteitskampioenschappen vormen. De eerste twee edities vonden plaats in december, de volgende drie in maart.

## Edities
| Nr. | Titel                                               | Datum               | Locatie                                              | Onderdelen |
| --- | --------------------------------------------------- | ------------------- | ---------------------------------------------------- | ---------- |
| 1   | Wereld Universiteitskampioenschappen schaatsen 2012 | 18–21 december 2012 | Tor Cos, Zakopane                                    | 12         |
| 2   | Wereld Universiteitskampioenschappen schaatsen 2014 | 18–21 december 2014 | Medeu, Almaty                                        | 14         |
| 3   | Wereld Universiteitskampioenschappen schaatsen 2016 | 3–6 maart 2016      | Circolo Pattinatori Pinè, Baselga di Piné            | 16         |
| 4   | Wereld Universiteitskampioenschappen schaatsen 2018 | 22–25 maart 2018    | Minsk Arena, Minsk                                   | 16         |
| 5   | Wereld Universiteitskampioenschappen schaatsen 2020 | 9–13 maart 2020     | Jaap Edenbaan, Amsterdam                             | 15 12      |
| 6   | Wereld Universiteitskampioenschappen schaatsen 2022 | 2–5 maart 2022      | James B. Sheffield Olympic Skating Rink, Lake Placid | 13         |
| 7   | Wereld Universiteitskampioenschappen schaatsen 2024 | 22–25 februari 2024 | Vikingskipet, Hamar                                  | 13         |